# Lekhram Soerdjan
Lekhram Soerdjan is een Surinaams landbouwkundige en politicus. Sinds 16 mei 2019 is hij minister van Ruimtelijke Ordening, Grond- en Bosbeheer.

## Biografie
Soerdjan studeerde aan de Universiteit van Wageningen en behaalde daar in maart 2002 zijn mastergraad op het gebied van landbouwkundige systemen. Hierna ging hij naar Engeland waar hij aan de Universiteit van Liverpool zijn tweede mastergraad behaalde, op het gebied van projectmanagement.
In 2005 was hij betrokken bij een project voor  aquacultuur van het ministerie van LVV en de FAO in Nieuw-Nickerie voor de kweek van kwikwi en de verbouw van rijst. Op 9 december 2009 werd hij benoemd tot directeur van Adron, een rijstonderzoekscentrum in Nieuw-Nickerie dat deel uitmaakt van de Stichting Nationaal Rijstonderzoeks Instituut (SNRI).
Voor de kieskring Nickerie werd hij in 2010 gekozen als lid van De Nationale Assemblée voor de Vooruitstrevende Hervormings Partij (VHP). Tijdens een van de reshuffles van president Bouterse werd hij in april 2018 gepolst voor het ministerschap van Landbouw, Veeteelt en Visserij, ondanks het feit dat de VHP geen deel uitmaakte van de coalitie. Van fractieleider Chan Santokhi kreeg hij geen toestemming dit als VHP-lid te doen. Soerdjan aanvaardde niettemin het ministerschap en zegde daarvoor het lidmaatschap van de VHP op.
Op 9 april 2019 diende hij zijn ontslag in bij Bouterse; die vroeg hem echter zijn ontslag aan te houden. Zijn ontslagaanbod werd in verband gebracht met zijn vergeefse pogingen om grote Chinese vistrawlers in de Surinaamse wateren te weren. Toen Bouterse een maand later een aantal ministers ontsloeg, wisselde Soerdjan van positie en werd hij benoemd tot minister van Ruimtelijke Ordening, Grond- en Bosbeheer. Later dat jaar kwamen Soerdjan en Assemblée-vicevoorzitter Melvin Bouva met een stimuleringsplan voor hoge cijfers, door de best geslaagden van schoolinstellingen te belonen met een perceel grond in Reeberg in Wanica. Bouwgrond is anno 2019 schaars in Suriname  en voor mensen moeilijk te verkrijgen.
Na de verkiezingen van 2020 zette president Desi Bouterse hem uit zijn ambt, omdat Soerdjan vlak voordat Bouterse zijn functie moest afstaan geen gronddocumenten meer wilde afhandelden.